# UDIK
UDIK o Associazione per le ricerche sociale e le comunicazioni (bosniaco: Udruženje za društvena istraživanja i komunikacije; cirillico serbo: Удружење за друштвена истраживања и комуникације) è un'organizzazione non governativa attiva in Bosnia-Erzegovina. È stata fondata nel 2013 da Edvin Kanka Ćudić che mirava a raccogliere fatti, documenti e dati sui genocidi, sui crimini di guerra e sulle violazioni dei diritti umani in Bosnia-Erzegovina.

## Coordinatori di UDIK
| # | Ritratto | Nome (Nato-Morto)         | Mandato         | Mandato  |
| - | -------- | ------------------------- | --------------- | -------- |
| 1 |          | Edvin Kanka Ćudić (1988–) | 30 ottobre 2013 | presente |